# Штиглиц, Павел Николаевич
Павел Николаевич Штиглиц (1892, Санкт-Петербург — 1963) — российский легкоатлет, выступавший в беге на короткие дистанции, барьерном беге и прыжках с шестом, а также футболист. Участник летних Олимпийских игр 1912 года.

## Биография
Павел Штиглиц родился в 1892 году в Санкт-Петербурге.
Выступал в легкоатлетических соревнованиях за клубы «Спорт» и КЛС из Санкт-Петербурга. Завоевал на чемпионатах России две медали: серебряную в 1911 году в беге на 110 метров с барьерами (18,0 секунды) и бронзовую в 1912 году в прыжках с шестом (2,80 метра).
В 1912 году вошёл в состав сборной России на летних Олимпийских играх в Стокгольме. В беге на 100 метров занял 4-е место среди 5 участников четвертьфинального забега и выбыл из борьбы. Кроме того, в составе сборной России вместе с Иваном Захаровым, Леопольдом Левенштейном и Рихардом Шварцем был заявлен на эстафету 4х100 метров, но команда не вышла на старт.
Играл в первенстве Санкт-Петербурга по футболу 1913 года и в первенстве Петрограда 1914 года в составе команды «Россия».
Участник Великой Отечественной войны. Служил на Ленинградском фронте в составе 34-го отдельного батальона собак-миноискателей. Награждён медалями «За оборону Ленинграда» и «За боевые заслуги».
Умер в 1963 году.